# Ozarba pluristriata
Ozarba pluristriata là một loài bướm đêm trong họ Noctuidae.